# Spin Me a Christmas
"Spin Me a Christmas" er en sang fra Aquas album Greatest Hits fra 2009. Nummeret ligger dog kun på specialudgaven.
| Musik | Spire Denne musikartikel er en spire som bør udbygges. Du er velkommen til at hjælpe Wikipedia ved at udvide den. |